# Сім (фільм)
«Сім» (англ. Seven, або стилізовані від нього SE7EN чи Se7en) — американський класичний трилер у стилі нео-нуару, знятий Девідом Фінчером за сценарієм Ендрю Кевіна Вокера. Стрічка розповідає про розслідування двома детективами-напарниками серії вбивств, які пов'язані із сімома смертними гріхами. У головних ролях — Бред Пітт, Морган Фрімен, Гвінет Пелтроу та Кевін Спейсі.
Попри песимізм продюсерів, які вважали, що сценарій надто похмурий, і всіляко намагалися переробити кінцівку, фільм вийшов у прокат практично без змін 22 вересня 1995 року та здобув визнання як глядачів (327,3 мільйони доларів у світовому прокаті), так і кінокритиків (на спеціалізованих сайтах фільм має високі рейтинги). Були відзначені режисерська та операторська робота, гра акторів, музика фільму, титри. «Сім» та його команда були також удостоєні низки кінопремій. За мотивами фільму була створена серія коміксів, яка має таку саму назву. Деякі кінокритики стверджують, що фільм уособлює всі тенденції, які знаменують перехід в кіно від нуару до нео-нуару 90-х, коли «Сім» знімали.
Станом на 1 березня 2024 року займає 19-ту позицію у списку 250 найкращих фільмів за версією IMDb.

## Сюжет

### Основний сюжет
Фільм розповідає історію двох детективів — Вільяма Сомерсета (Морган Фрімен) та Девіда Міллза (Бред Пітт), які розслідують справу серійного вбивці Джона Доу (Кевін Спейсі). Кожне вбивство пов'язане з одним зі семи смертних гріхів, ретельно та завчасно сплановане, а кожна жертва (у розумінні Джона Доу) — це приклад одного гріха, за який має бути покарання.
Фільм розпочинається зі сцени із Сомерсетом — досвідченим детективом, який готується вийти на пенсію. Перебуваючи на місці вбивства, він знайомиться з новим колегою, який тільки-но перебрався в місто, — Девідом Міллзом. Він переїхав не сам, а разом зі своєю дружиною Трейсі (Гвінет Пелтроу) і прагне якнайшвидше розпочати працювати. Стосунки між двома детективами на початку знайомства непрості: Сомерсет, який хоче якнайшвидше вийти на пенсію, не розуміє, чому молодший колега так сильно рветься до роботи саме в місті, та попереджає Міллза, що той скоро змінить своє ставлення до ситуації.
Опісля вступних титрів Девіда по телефону викликають на місце вбивства. У занедбаному будинку знайдено мертвим дуже огрядного чоловіка. Під час огляду були знайдені сліди насилля, які виключають природну смерть: ноги жертви зв'язані, на голові є пошкодження. Розтин показав, що сліди на голові виникли внаслідок притискання дула пістолета, а сама жертва померла від внутрішньої кровотечі зі шлунково-кишкового тракту, спричиненої безперервним вживанням їжі (вбивця змусив їсти вбитого доти, доки той не зомліє, а потім завдавав ударів, чим спричинив розрив стінки кишки). На нараді з шефом Сомерсет припускає, що це тільки початок цілої серії вбивств і хоче відмовитися від розслідування, проте отримує відмову і змушений зайнятися цією справою разом із Міллзом.
Наступного дня скоєно інше вбивство: знаходять мертвим успішного адвоката. На підлозі кров'ю жертви написано «Greed» («Жадоба»), фотографія дружини замазана кров'ю. Сомерсет не був присутнім на місці вбивства, однак звістка про напис змушує його ще раз відвідати місце першого вбивства. Під час прискіпливішого огляду він знаходить на стіні за холодильником напис «Gluttony» («Обжерливість») та записку вбивці. Він розуміє, що ці вбивства скоєні одним вбивцею та пов'язані зі сімома смертними гріхами, а також заявляє, що буде скоєно ще п'ять подібних злочинів. Пізніше Сомерсет направляється в бібліотеку, де бере книжки, які, на його думку, пов'язані з душогубствами, серед яких «Кентерберійські оповідання» Чосера та «Божественна комедія» Аліг'єрі, і залишає список з цією літературою на столі Міллза.
Наступного ранку дружина Міллза по телефону запрошує Сомерсета на вечерю. Під час неї Вільям розказує деякі подробиці про себе та своє життя. Опісля він із Міллзом знову обговорює вбивства та те, як їх розв'язати. З'ясовується, що адвокат був змушений відрізати від себе свою плоть. На місці злочину знайдено записку з цитатою з «Венеційського купця» Шекспіра. Сомерсет також вважає, що вбивця діє як своєрідний проповідник, адже за Середньовіччя сім смертних гріхів були свого роду повчаннями, які визначали поведінку людини. Після роздумів детективи вирішують навідати дружину вбитого адвоката і розпитати її, чи не бачить вона чогось дивного на фотографіях із місця злочину. Та вказує на перевернуту картину в офісі. Опісля прискіпливого огляду детективи знаходять на стіні відбитки пальців.
Відбитки розміщені так, що формують напис «Help me» («Допоможіть мені») і належать наркоторгівцю на прізвисько Віктор. Він стає головним підозрюваним, однак під час штурму його квартири виявляється, що Віктор є черговою жертвою: на його стіні написано «Sloth» («Лінощі»), сам він хоч і живий, проте критично виснажений, тривалий час був насильно іммобілізований, зміни в його організмі незворотні. До того ж в нього відтята рука. Під час розмови поблизу місця злочину Міллз свариться з фотографом, який фотографує його та Сомерсета.
Наступного ранку Вільям зустрічається з Трейсі Міллз. Вона скаржиться, що не має до кого більше звернутися й повідомляє, що вона вагітна, проте не знає, чи залишати дитину. Сомерсет каже, що це тільки її вибір: не переривати вагітність чи зробити аборт. На роботі в старшого детектива з'являється ідея: неофіційно звернутися до ФБР по допомогу. Він вважає, що вбивця мусив відвідувати бібліотеку для того, аби знаходити ідеї для своїх вбивств, а ФБР секретно аналізує дані про користувачів та їхні прочитані книги. Вони отримують дані і з'ясовується, що якийсь Джон Доу найбільше підходить за критерієм прочитаних книжок. Детективи стукають у двері квартири Доу, проте ніхто не відкриває. У цей момент на коридорі з'являється хазяїн і відкриває вогонь по поліцейських та втікає від них. Міллз практично наздоганяє вбивцю, проте останній атакує його. Доу приставляє пістолет до голови поліцейського, але не стріляє і втікає геть.
У квартирі Доу знаходяться усі необхідні докази, а детективи навіть ідентифікують вбивцю: ним виявляється фотограф, з яким Міллз посварився на місці третього злочину. У квартирі лунає дзвінок. Девід підіймає трубку й чує голос вбивці, який передає своє захоплення роботою поліції, а також каже, що підготував новий сюрприз. Новим сюрпризом виявилося вбивство повії (смертний гріх — хтивість): клієнт повії був змушений проникати в неї завдяки сексуальній іграшці з лезом.
Черговою жертвою стала жінка, яка дуже сильно захоплювалася своєю красою. Її гріхом стала гординя. В момент, коли детективи повертаються до відділку, з'являється Доу та здається правоохоронцям. Його адвокат заявляє, що він готовий підписати зізнання за умови, якщо він покаже місце розташування двох останніх жертв. Зробити це він хоче лише в присутності детективів Сомерсета та Міллза й нікого іншого. Детективи погоджуються і виїжджають на машині до місця, яке вказує Доу. Паралельно в машині триває діалог, який розкриває мотиви злочинця та його ставлення до того, що він вчинив. Убивця ще й додає, що на місці, до якого вони їдуть, трапиться фінал всієї історії.
Місце, де мали б бути знайдені жертви, розташоване за містом. Після приїзду на горизонті раптово з'являється фургон. Міллз залишається з Доу, а Сомерсет біжить на зустріч машині, аби зупинити її. Виявляється, що це служба доставки; працівнику було доручено привезти якусь коробку на сьому годину в цю точку. Сомерсет бере коробку, відкриває її і жахається, адже в середині голова Трейсі. Паралельно з цим Доу починає розмову з Міллзом, у якій зізнається, що заздрить сімейному життю детектива і що в нього теж є смертний гріх — заздрість. Він зізнається, що навідався зранку до дружини Міллза і хотів спробувати сімейного життя, але нічого не вийшло. Девід розуміє, що Доу вбив Трейсі, та вагається між тим, чи залишити життя душегубцю, чи застрелити його. Сомерсет переконує, що не варто вбивати злочинця, адже тоді він переможе і все станеться так, як він хоче. Проте після слів вбивці про те, що дружина благала зберегти життя не тільки їй, але й дитині, яку вона виношувала (Міллз не знав про вагітність), детектив вистрілює в голову Джона Доу.
Остання сцена показує те, як Міллза відвозять геть у поліцейській машині, а сам фільм закінчується словами Сомерсета:
|  | Світ — чудове місце, гідне того, щоб за нього боротися... З другою частиною я погоджуюся. |

### Альтернативні кінцівки, незняті та вирізані сцени
Окрім «канонічної» кінцівки обговорювали низку альтернативних варіантів.
- Продюсери не хотіли аби фільм мав такий песимістичний кінець і, за їхнім задумом, наприкінці фільму Міллз та Сомерсет мали б врятувати життя Трейсі. Фінал у такому випадку ставав традиційним та динамічним (головні герої мали б гнатися на машині через місто), проте і режисер, і актори не сприйняли його.[20][21]
- Ще одним варіантом було закінчення із церквою, що горить, в якій помирає Міллз та Доу. Трейсі залишилася би живою та виховувала би дитину сама.[22]
- Фінчер хотів, аби фільм закінчувався одразу після того, як Міллз вистрелив у Доу. Проте такий фінал провалився під час тестових переглядів і режисер погодився на дознімання заключної сцени з Фріменом.[20][18]
- Продюсери пропонували змінити сценарій так, щоб у кінці Доу був убитий після пострілу Сомерсета, а не Міллза (таким чином план вбивці не був би реалізований). Фрімен підтримував таку ідею, але Пітт був категорично проти.[20][18]
- Ще одним альтернативним закінченням могла бути сцена, у якій Доу вбиває Міллза, а потім гине від кулі Сомерсета[20].
- Обговорювалася кінцівка, у якій старший детектив перебував би у лікарняному ліжку після пострілів Міллза. Причини, які б пояснювали такий вчинок молодого поліцейського, оголошені не були.[20]
- Продюсери пропонували замінити убивство Трейсі на убивства собак Міллза і, відповідно, у коробці мали би бути голови домашніх улюбленців[23].

Окрім того у фільм не було включено або було скорочено низку сцен.
- Первинно фільм мав починатися зі сцени, у якій Сомерсет купує будинок за містом та вирізає зі стіни частину шпалери, однак її до фінального варіанту не включили.[18][24]
- Були вирізані кадри, у яких безхатченко (зіграв Вокер) просить Сомерсета, котрий прямує до бібліотеки, подати йому трохи грошей[18].
- Були скорочені епізоди з поїздкою від будинку огрядного чоловіка до поліцейського відділку, з діалогом у машині по дорозі до квартири жертви ліні, з вечерею в Міллзів, з пробудженням Трейсі у квартирі та з роботою криміналістів в апартаментах жертви гордині[18]. Зі сцени з вечерею в Міллзів були вирізані моменти, коли з пальто Сомерсета випадає вирізаний клаптик шпалери, оскільки кадри (потенційний початок із купівлею будинку), які би пояснювали звідки в нього ця річ, як вже було сказано, не увійшли до затвердженого кінцевого варіанту фільму[18][24].

Вокер хотів дещо більше пояснити деякі мотиви героїв, розповісти про їхнє життя, що він і старався зробити, коли писав та переписував сценарій. Так, у одній з версій наявні сцени з Трейсі, яка намагається влаштуватися на роботу в школу, прямує до фруктового базару, де зустрічається з Міллзом, повертається з ним додому. Девід також мав з'явитися в кадрах, де він затримує двох грабіжників машин; вони мали б з'явитися до моменту, коли він зустрічається із Сомерсетом уперше. Вказівкою на вагітність Трейсі мав би бути епізод, у котрій вона читає книги для майбутніх мам. У початкових варіантах сценарію Сомерсет не був таким розумним: думка про сім смертних гріхів прийшла не йому, а його другу-художнику Маккракену, а в бібліотеку ходив Міллз. Також були пояснені причини, чому Доу став убивцею: він був сиротою, з яким жорстоко поводився наглядач сиротинцю — отець Стоун. Власне, після розмови зі священиком детективи мали б уперше вийти на Доу (у фільмі в цьому їм допоміг агент ФБР).

## Акторський склад

### Другорядні та епізодичні ролі
- Р. Лі Ермі — капітан поліції[25]
- Джон Макгінлі — «Каліфорнія» (командир загону спецпризначення)[25]
- Реджинальд Кеті — судово-медичний експерт[25]
- Альфонсо Фрімен — спеціаліст із відбитків пальців[25]
- Річард Раундтрі — Мартін Талбот[25]
- Річмонд Аркетт — працівник служби доставки[25]
- Річард Шифф — Марк Сворр[25]
- Гейворт Джеймс — Джордж (охоронець із бібліотеки)[25]
- Ліленд Орсер — чоловік, змушений вбити повію[25]
- Річард Портноу — доктор Бірдслі[25]
- Гарріс Савідіс — оператор 911[25]
- Боб Мек — жертва обжерливості[26]
- Джин Боркан — жертва жадоби[26]
- Майкл Рі Маккей — жертва ліні[26]
- Кет Мюллер — жертва хтивості[26]
- Гайді Шанц — жертва гордині[26]
- Ендрю Кевін Вокер — труп на початку фільму[25]

## Історія створення

### Сценарій
Сценарій до фільму написав Ендрю Кевін Вокер і, згідно з його словами, він став «цинічним любовним листом Нью-Йорку». Саме перебування та робота в цьому мегаполісі з 1986 по 1991 роки надихнули Вокера на написання сценарію і, як він сам пізніше згадував під час інтерв'ю Cinefantastique, хоча він нелюбив Нью-Йорк і своє життя у ньому, без цього досвіду він би ніколи не зміг написати таку історію.
Вокер провів більшість свого дитинства в невеликому місті Меканіксбург в штаті Пенсільванія. Закінчивши Пенсильванський університет, він направився в Нью-Йорк, де почав працювати асистентом продюсера в малобюджетній кінокомпанії «Brisun Entertainment», яка спеціалізувалася на фільмах в жанрі слешер. Саме тоді в нього вперше виникла ідея про вбивцю, чиї злочини були б пов'язані з сімома смертними гріхами. Думки про сім гріхів навіювало і саме місто. Життя в ньому, порівнюючи з Меканіксбургом, було справжньою «атакою на почуття» Вокера. Смертні гріхи, відповідно до його слів, можна було знайти на вулиці, у метро та в людях. Постійно траплялися автокатастрофи з летальним кінцем, хтось когось підрізав ножем, у розквіті була мода на куріння креку. Окрім того, Вокер віришив розвивати цю ідею ще й тому, що вона йому здавалося доволі «концептуальною» та цікавою для трилера, спроможною зацікавити продюсерів серед безлічі інших сценаріїв.
Перш ніж розпочати писати історію, Вокер покинув «Brisun Entertainment» та влаштувався асистентом продюсера в «Tower Records» з метою мати внормований робочий тиждень. У цій компанії він пропрацював три роки і саме там ідея матеріалізувалася в сценарій. Саме написання зайняло приблизно п'ять місяців. Для того, щоб написати такий сценарій, який він хотів, Вокер мав зробити низку досліджень. Він вивчав поліцейську літературу і зрозумів, що в реальному житті поліцейські рідко користуються зброєю, а на місце злочину найчастіше прибувають, коли злочин вже відбувся. Також він доволі мало знав про саму теорію семи гріхів: він знав, що такі є, але не міг навіть їх всіх назвати.
Коли сценарій був написаний, Вокер попросив Девіда Кеппа (молодого сценариста, який вже мав перший успіх — написаний сценарій до фільму «Поганий вплив») переглянути свою роботу. Той зі свого боку порекомендував його своєму агенту. Сценарій фільму був надісланий багатьом кінокомпаніям, проте майже всі вони відмовилися брати участь в проєкті. Лише італійська кінокомпанія «Penta Films» викупила права на сценарій і навіть знайшла режисера, охочого зняти фільм — ним виявився Джеремая Чечлік, який тоді вже був відомий завдяки фільму «Різдвяні канікули».

### Дебати щодо сценарію

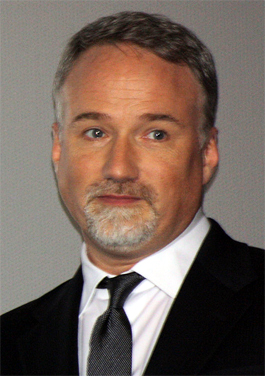
Девід Фінчер

Чечліку загалом подобалась ідея Вокера, однак кінцівку він вимагав переробити: він заветував поворот з головою Трейсі в коробці, змусив сценариста придумати динамічну кінцівку, яка би закінчувалась перестрілкою у палаючій церкві. Ці зміни не були до вподоби сценаристу однак він був у скрутному фінансовому становищі, і не міг відмовитися він добре оплачуваної роботи. Ба більше, якби він відмовився, компанія найняла б іншого сценариста, адже права на фільм вже належали їй. Проте Ендрю не хотів, аби над фільмом працював хтось інший. Допоки Вокер змінював сценарій, «Penta Films» спіткали фінансові труднощі, вона збанкрутувала, і в підсумку сценарій потрапив до «New Line Cinema».
Хоча «New Line Cinema» викупила права на сценарій, вона не поспішала знімати фільм. Продюсерів хвилював фінансовий бік проєкту. Вони вважали, що фільм є складним для акторів-початківців, а залучення кращих акторів потребувало більших грошей. Гроші, виділені інвесторами, мали б окупитися і продюсерам здавалося, що фільм занадто лиховісний та «темний», аби стати успішним в прокаті, тому вони теж підтримували відкорегований ще за Чечліка сценарій. Саме цей варіант був розісланий багатьом іншим потенційним режисерам фільму. Серед кандидатів був Девід Кроненберг, проте він відмовився від такої ролі. Гільєрмо дель Торо також не зголосився керувати знімальним процесом. Філ Джону відкинув пропозицію через вже згадану похмурість матеріалу. До одного з кандидатів — Девіда Фінчера — випадково потрапив перший варіант сценарію. На той час він був дуже успішний в зніманні музичних відеокліпів («Express Yourself» для Мадонни, «Who Is It?» для Майкла Джексона, «Janie's Got a Gun» для Aerosmith), однак його повнометражний режисерський дебют на вдався — фільм «Чужий 3» провалився. Через зазнаний під час знімання тиск з боку продюсерів та загалом негативний досвід, Фінчер говорив, що «краще помре від раку товстої кишки, аніж зніме новий фільм». Прочитавши початок сценарію, він хотів був відмовитися від нього, адже в нього склалося враження, що це чергове кіно про двох поліцейських-напарників, але його агент вмовив його дочитати матеріал до кінця. Завершивши читання, Фінчер був вражений і поцікавився в агента, чи справді компанія зніматиме такий фільм, зважаючи на закінчення з головою в коробці. У відповідь агент відповів, що сталася помилка і Девід отримав не той варіант сценарію. Проте режисер вирішив переконати продюсерів, що саме перший варіант є єдиним правильним. Він заявляв, що навіть через десятки років акторів фільму можуть не пам'ятати, але кінець з головою в коробці пам'ятатимуть завжди. Один з продюсерів «New Line Cinema» — Майкл Де Лука — був на стороні режисера, проте вирішальне слово належало Арнольду Копелсону. Лише спільні зусилля Фінчера та акторів (Пітта й Фрімена) зуміли змінити думку продюсера.

### Кастинг

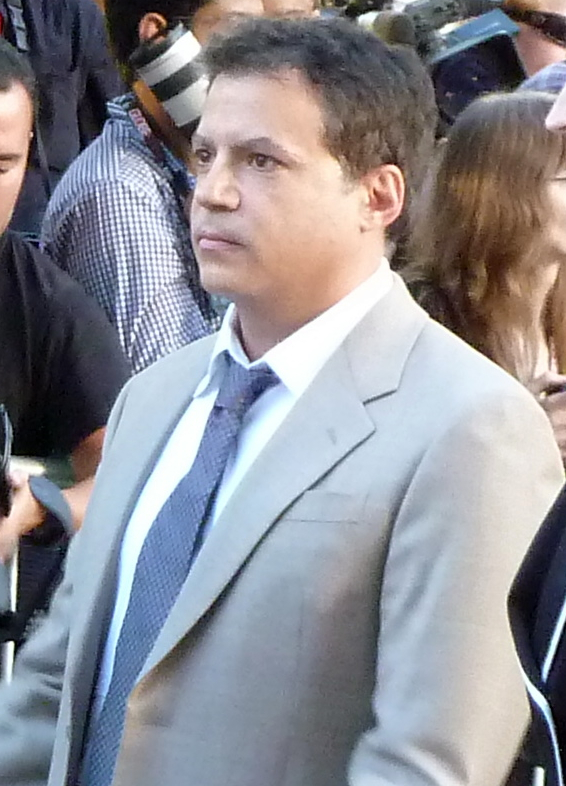
Майкл де Лука був тим продюсером, який повністю підтримував ідеї Фінчера

Під час кастингу режисер та продюсери постали перед труднощами: багато агентів відмовлялися відправляти сценарій своїм клієнтам, а багато акторів відмовлялися від запропонованої ролі через дуже похмуру та темну атмосферу, яка панувала в сценарії фільму.
Серед кандидатів на роль Сомерсета був Аль Пачіно. Проте він відмовився від участі в зніманні на користь іншого проєкту (фільму «Мерія»). Щодо Моргана Фрімена, то продюсери не розраховували залучити його до зйомок, оскільки вважали, що фільм є занадто похмурим для нього. Проте Копелсон особисто відправив сценарій фільму акторові і той дав згоду взяти участь у зйомках.
У ролі Міллза спочатку бачили Дензела Вашингтона. Саме під нього кінцівку сценарію змінили на динамічнішу. Проте і Вашингтон відмовився від зйомок. Ще одним кандидатом був Сільвестер Сталлоне. Зрештою на роль молодого детектива затвердили Бреда Пітта. Він погодився брати участь в зніманні лише за деяких умов: у фінальній сцені йому не показують голову Гвінет Пелтроу і для знімання використовують оригінальний сценарій Вокера.
Серед кандидатів на роль Трейсі були Крістіна Еплгейт та Робін Райт Пенн. Кастинг же Гвінет Пелтроу був подібним до кастингу Моргана Фрімена. І у продюсерів, і у Фінчера виникали сумніви, щодо її згоди, але вони одностайно вважали її найкращим варіантом на роль у фільмі. Пікантності додавало і те, що Бред Пітт та Гвінет Пелтроу були парою в реальному житті. Саме Бред був одним з тих факторів, який переконав її погодитися.
На роль Джона Доу пробувалися Майкл Стайп та Рональд Лі Ермі, який зіграв у фільмі капітана поліції. Також серед кандидатів був Нед Бітті, який власне і був першим вибором Фінчера. Проте роль Доу отримав Кевін Спейсі. Відповідно до його слів, його затвердили на роль в останній момент, подзвонили в п'ятницю, а вже в понеділок він летів до Лос-Анджелеса, тому що знімання розпочиналися у вівторок. З його слів, він хоч і насолоджувався фільмом, проте не відчував себе органічною частиною знімального процесу. Слова Спейсі контрастують з інтерв'ю Фінчера та Пітта. Вони заявили, що понад усе намагалися отримати його, хоча це було важко у фінансовому плані. Лише наполегливість Пітта змусила Копельсона збільшити фінансування заради залучення Спейсі.

### Знімання та пост-продакшн
Опісля всіх обговорень у різдвяний період 1994 року розпочалися знімання основної частини фільму. Усі локації були розміщені в Лос-Анджелесі або поблизу нього, хоча Фінчер подумував про знімання в Окленді. Дощ, який був сприйнятий як художній хід Фінчера, насправді таким не був. Річ у тім, що Бред Пітт міг брати участь у фільмі лише упродовж 55 днів, а опісля він вирушав на знімання фільму «12 мавп». Під час знімання відбувалася подія, яка опісля дещо змінила сценарій: під час сцени з переслідуванням Джона Доу Бред Пітт зламав руку. Оскільки сцени не знімалися в такому порядку, в якому вони йдуть у фільмі, то в деяких моментах Пітт тримає травмовану руку в кишені. Іншим цікавим моментом є те, що Кевін Спейсі поголив для фільму голову. Фінчер опісля поголив свою, адже обіцяв зробити це, якщо таке зробить Спейсі.
Знімання велося як на спеціальних майданчиках в студії, так і в місті. Над кожною локацією велася детальна робота, для створення відчуття клаустрофобії, занедбаності та бруду. Так, стіни в будинку жертви обжерливості були декілька раз замальовані різними кольорами, на самі стіни нанесли шар жиру, запустили тарганів. Іншим завданням було знайти лос-анджелеські будівлі, які були б максимально подібними до нью-йоркських. Наприклад, бібліотеку було створено в будівлі закинутого банку, бо всі бібліотеки Лос-Анджелеса були занадто сучасні у порівнянні з описом у сценарії Вокера. Для штаб квартири поліції використали будинок, який колись слугував для потреб компанії «Пасіфік Електрік». Квартиру Джона Доу облаштували в готелі «Alexandria Hotel». Фінальна сцена була відзнята на північ від Лос-Анджелеса, в пустелі Мохаве поблизу Ланкастера, а непоказана сцена з Фріменом та купівлею ним будинку — у Чино. Та ж фінальна сцена за участі Пітта була дознята через декілька місяців. Оскільки Спейсі та Фрімен були відсутні, то вони були замінені дублерами. Відсутнім був і гелікоптер, сцени в ньому знімалися у спеціальному макеті.

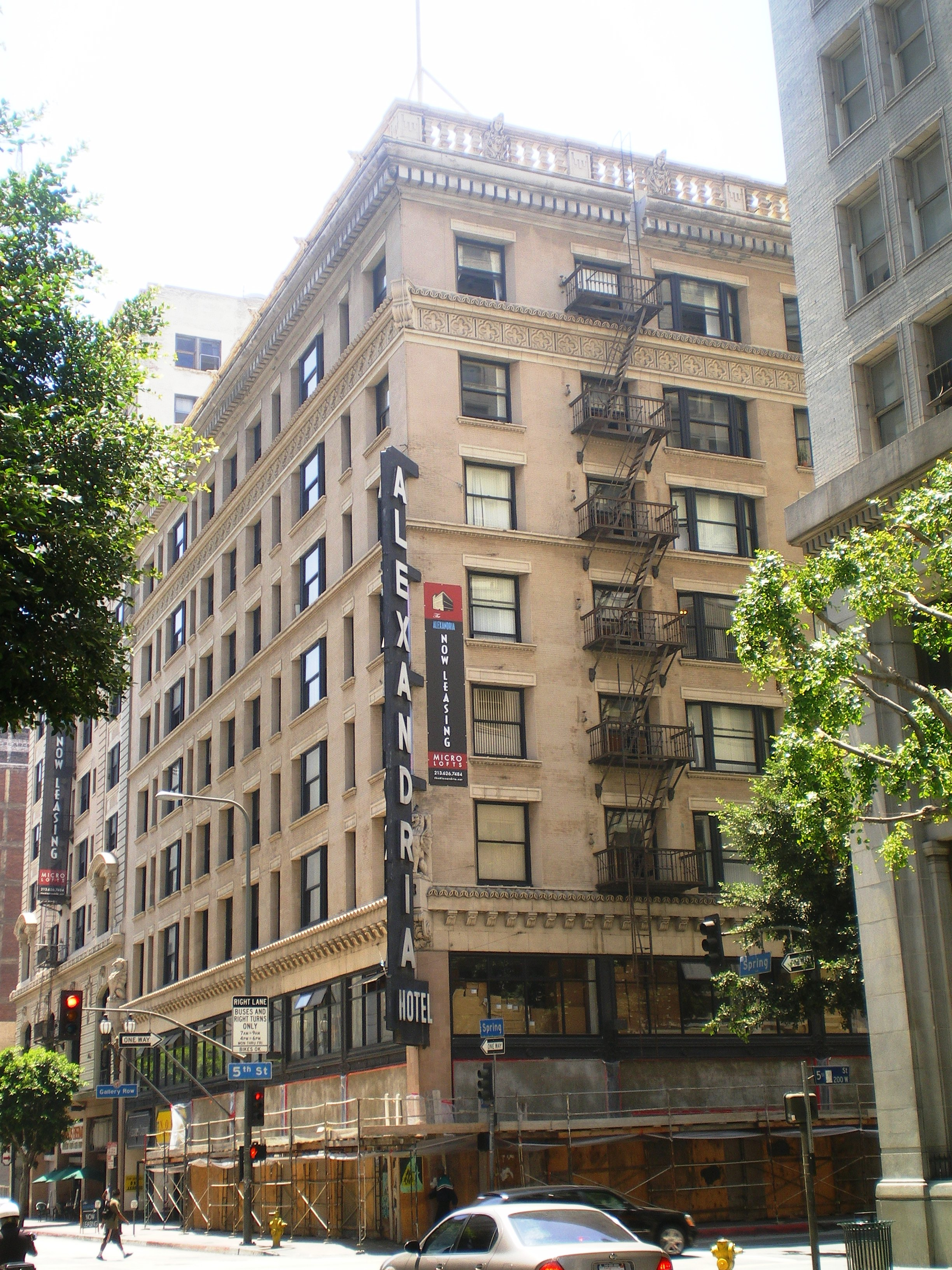
Готель «Alexandria Hotel» (квартира Джона Доу)
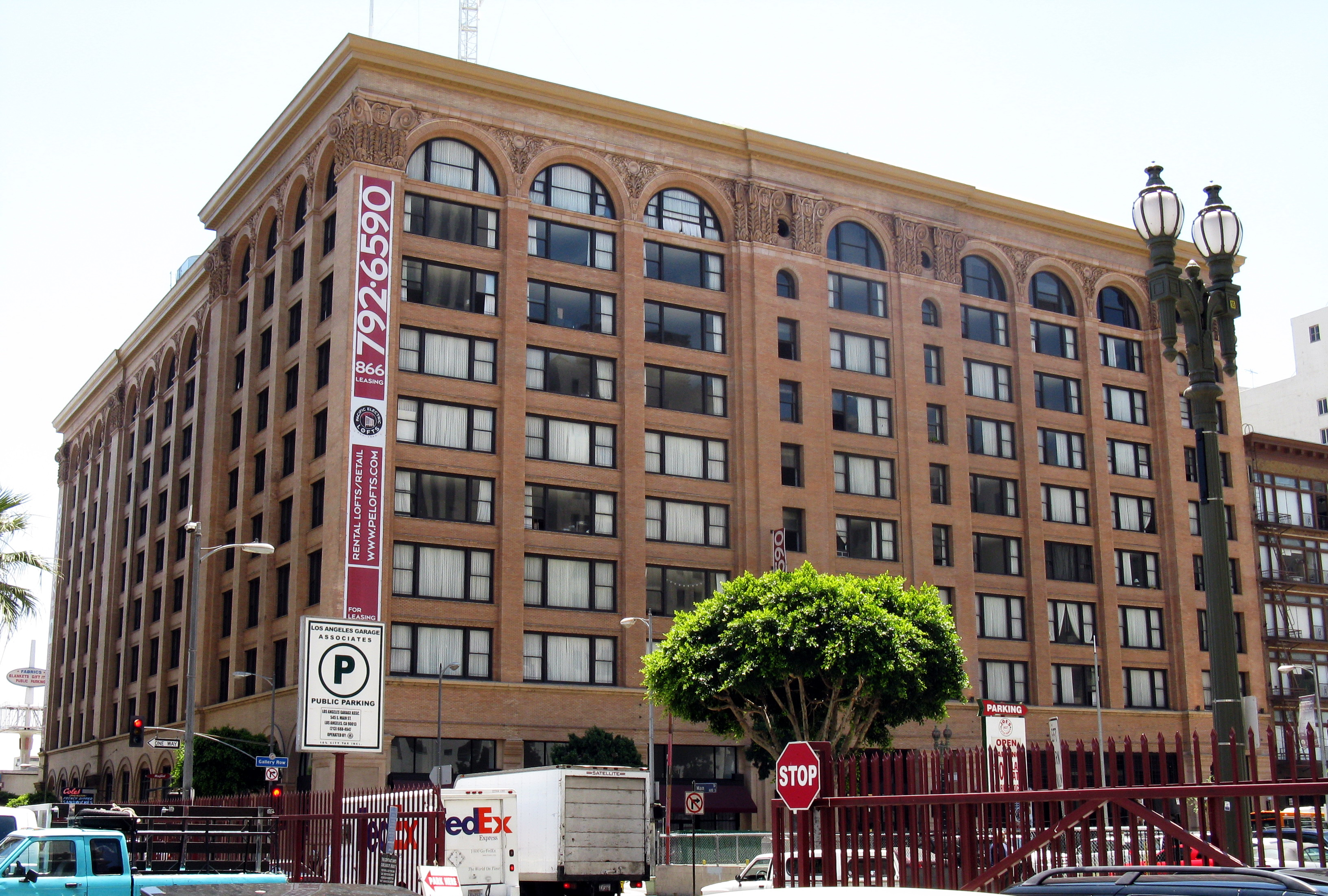
«Pacific Electric Building» (штаб-квартира поліції)
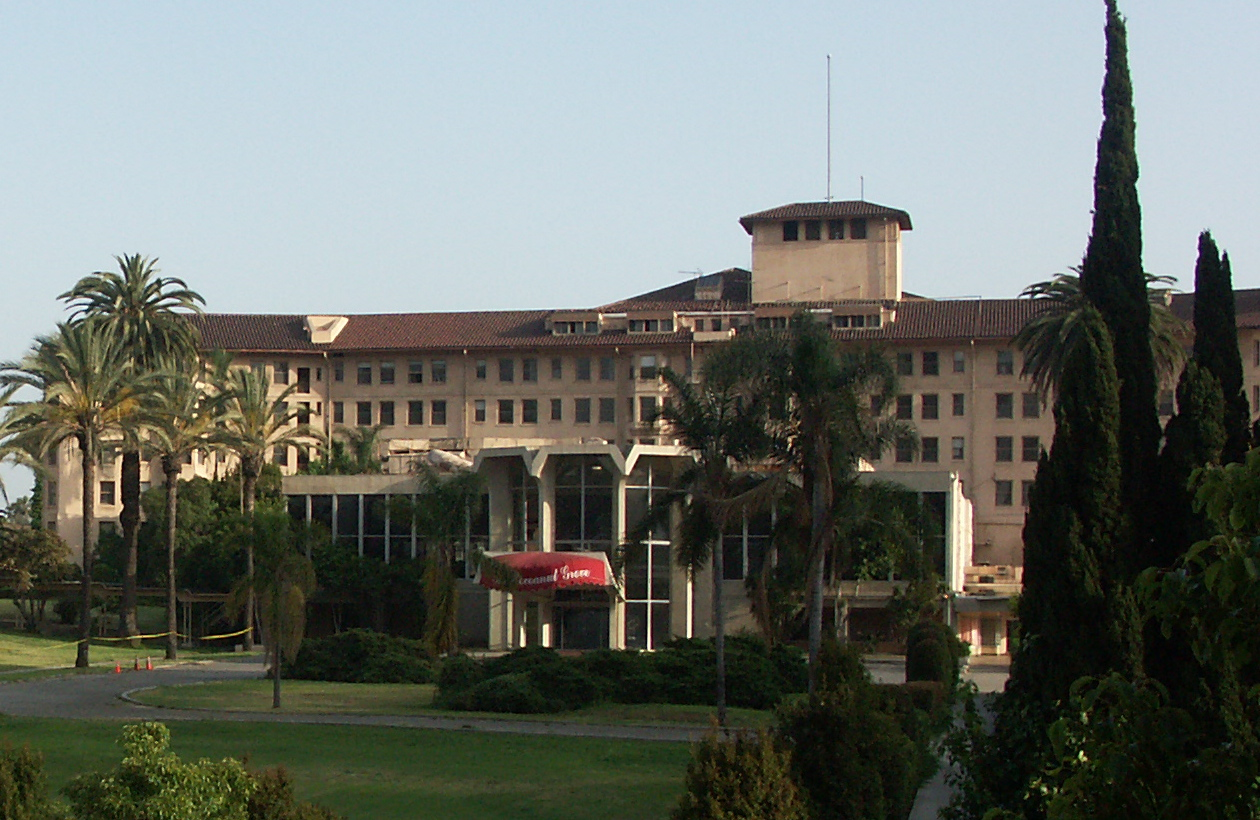
Готель «Ambassador Hotel» (місце зустрічі з вдовою жертви жадоби)
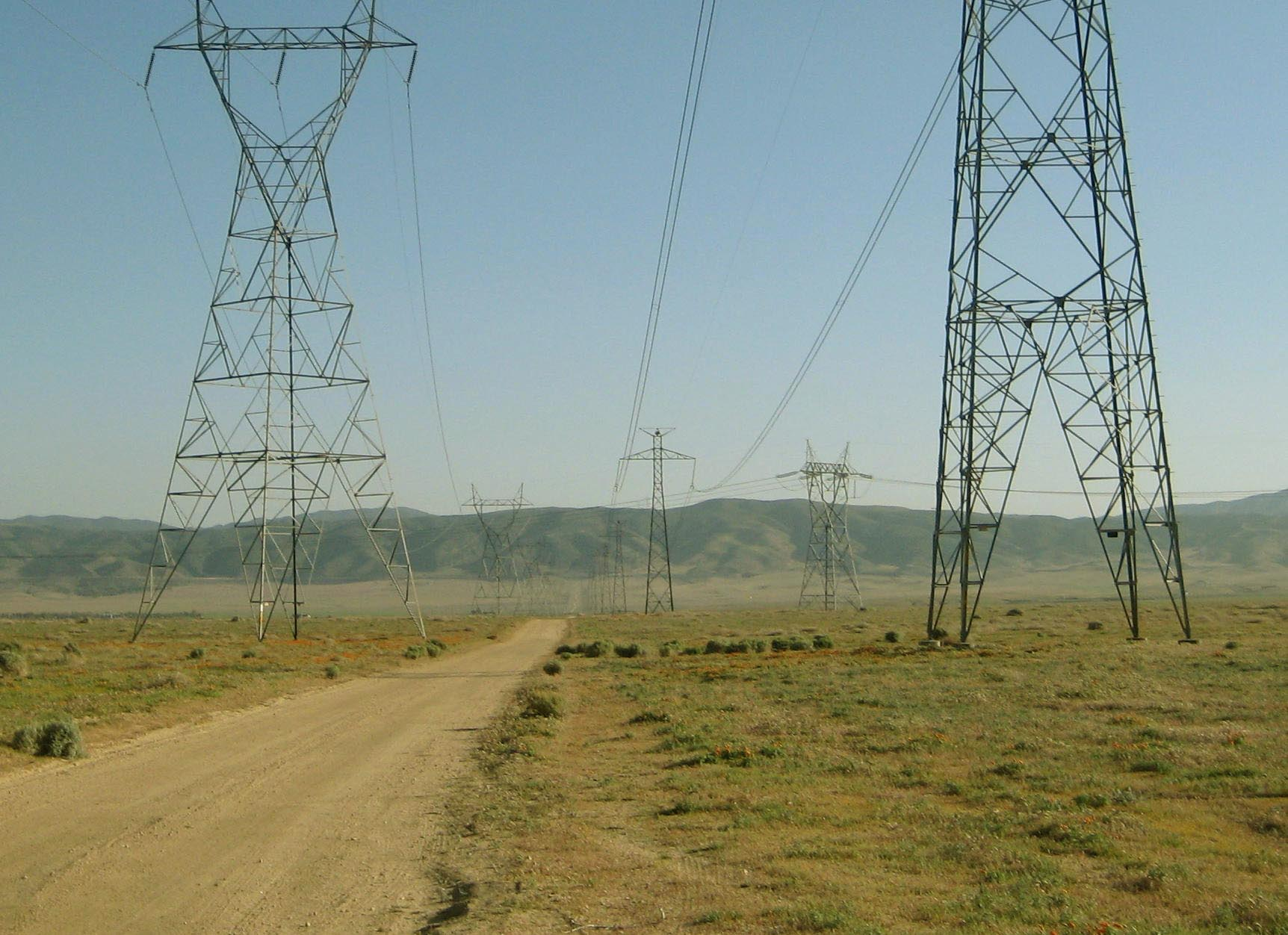
Місце знімання фінальної сцени

Початковим планом було завершити фільм чорним екраном одразу після пострілу Міллза і такий варіант показали під час тестових переглядів. За задумом Фінчера темрява мала б протривати декілька секунд, а глядачі в цей момент мали б якось осмислити те, що вони побачили. Для створення необхідної атмосфери працівників, які опитують глядачів після перегляду, попросили не підходити одразу, а технічних працівників — не вмикати світло. Проте прохання виконано не було, що своєю чергою вплинуло на реакцію глядачів: такий кінець був провальним, а одна глядачка навіть сказала, що «тих, хто це зняв, треба вбити». Саме тому наприкінці була додана сцена, у якій Сомерсет цитує Хемінгуея.
Усі плакати та трейлери були випущені без згадки про Кевіна Спейсі. Це було погоджено з ним і робилося для того, аби глядачам було важче ідентифікувати вбивцю. Ім'я Кевіна також відсутнє у вступних титрах, проте з'являється першим у заключних титрах.

## Характеристика звуку та зображення

### Зображення

#### Зображення у фільмі
Основним оператором фільму був Даріус Хонджі, низку сцен та вступні титри дознімав Гарріс Савідес. Для знімання фільму він використовував 35 мм камеру «Aaton», 27 мм лінзи «Primo» та плівки від фірми «Kodak» (Kodak 200T 5293 для більшості сцен та Kodak 320T 5287 для сцен з інтенсивнішим освітленням (сцени в машині, коли назовні було доволі яскраво)). Його основним завданням було забезпечити зображення, яке б передавало відчуття занедбаності, морального занепаду та клаустрофобії. Першим елементом, який був необхідний — це темрява. Фільм мав бути темним та похмурим, тому кількість світла була обмежена. Здебільшого світло було розташовано або перед акторами, або позаду них. Винятками є деякі сцени в поліцейському відділку, сцена в барі та сцени з натуральним освітленням. Аби забезпечити необхідне відчуття клаустрофобії Хонджі знімав екстер'єри при діафрагмі 1/2,8-1/1,4, а інтер'єри — при діафрагмі 1/2,8. Була використана специфічна кольорова гама (у «Сім» переважають брудний зелений, жовтий, вохровий, коричневий, наявно багато сірого). Специфічній картинці фільм завдячує спеціальній техніці — ретенції срібла, або bleach bypass, при якій пропускається етап відбілювання кіноплівки (для фільму був використаний різновид цього процесу — CCE (від англ. Color Contrast Enhancement). Як наслідок, чорний колір у фільмі є насиченим, на відміну від решти кольорів. Лише останні сцени у фільмі відзняті на відкритому просторі та за гарної погоди. Це створює своєрідний контраст зі сценами в місті, дає надію на гарне закінчення, проте цей контраст має іронічний характер, оскільки саме у цих сценах глядач бачить обличчя вбивці та спостерігає завершення його плану.
Окрім того, Хонджі використовував різні ходи з розташуванням камер. Так, розташування камер у машинах, коли камери розташовані на задніх сидіннях та знімають дещо знизу та під кутом, було навіяне документальною програмою «COPS». Сцену з погонею оператор знімав як операторським візком, так і маленькими ручними камерами. Візок давав плавне зображення, в той час як ручні камери — тремтяче зображення. Пізніше ці кадри об'єднували.
Монтажем займався Річард Френсіс-Брюс. Згідно з його слів, під час монтування він дотримувався побажань Фінчера: у фільмі не має бути плавних переходів, фільм має бути різким, проте ця різкість має бути доволі естетичною.

#### Титри

Вступні титри

Похвали серед критиків заслужили вступні титри, над якими працював Кайл Купер. Відповідно до його слів, Фінчер попросив створити похмурі темні титри, які б привертали увагу глядача, а також чітко характеризували те, яким буде фільм. Спочатку Купер створив послідовність слайдів зі сторінками щоденників Джона Доу. Такий результат задовольнив продюсерів, але не режисера, який попросив переробити титри. Тоді Купер розширив початковий варіант, додавши безліч інших деталей. Так, основою титрів залишилися нарізки зі щоденниками Джона Доу. Кожен з цих щоденників був детально опрацьований дизайнерами Клайвом Пірсі та Джоном Сейблом: кожна сторінка писалася вручну, подекуди текст мінявся страшними фотографіями (сцени вбивства, розтини тіл, еротичні фотографії) та іншими предметами. У вступних титрах зображені пальці Джона Доу з бинтами на кінчиках і зображено процес написання ним щоденників, їхнє зшивання. Таким чином вступні титри знайомлять глядача з вбивцею, з його єством та планом. Кадри титрів різко змінюються, деякі написи нагадують подряпини. Окрім того Купер ввів декілька символів, аби краще розкрити сутність вбивці. Наприклад, наявні кадри, в яких Доу вирізає слово «Бог» з долара (зв'язок зі сімома смертними гріхами, як частиною християнського світогляду), зображений чайний пакетик, який Доу занурює у воду (Купера вразили кадри, коли заарештований Доу спокійно п'є чай), зображено замальовування маркером деяких слів, які не подобаються Доу (Купер у такий спосіб хотів показати, як Доу ненавидить людей і закреслює те, що на його думку, їм не годиться одержати).
Мета таких кадрів, згідно з Фінчером, — дати відчути глядачу присутність «архізлодія», «дати глядачу зрозуміти, з чим борються ці хлопці».
Оригінальними є і заключні кадри, які, на відміну від більшості фільмів, прямують не знизу догори, а зверху донизу.

### Звук та саундтрек

#### Звук у фільмі
Над звуком у фільмі працював Рен Клайс. Для фільму він використав урбаністичні мотиви: звуки сирен, автомобілів, гамір на вулицях, голоси з телевізійних екранів. У такий спосіб створюється ефект негативного впливу міста на приватність людини. Особливо це яскраво виражено у сцені, коли квартира Міллзів трясеться через те, що поруч проїжджають вагони метро. Водночас ці звуки міста він використав як фон для накладання більш чіткіших звуків, які слугували б орієнтиром для глядача. Прикладом орієнтиру може слугувати метроном у квартирі Сомерсета, звук якого виділяється на фоні звуків міста. Сцена з метрономом є ще одним прикладом того, як звуки міста вриваються в особисте життя людини: какофонія за вікном не дозволяє детективу заснути і він змушений використовувати метроном, чіткий звук якого дозволяє Сомерсету відволіктися від шуму.
Звук також виконує роль своєрідної «рамки»: перед тим, як глядач зможе побачити картинку, він чує звуки міста, а у кінці фільму чорний екран супроводжується звуками гвинтокрила. Таким чином, упродовж всього фільму звук супроводжує та деякою мірою визначає хід подій у фільмі, вказує на те, що гріх присутній повсюдно. Дайєр вказує на те, що хоч такі звуки можна почути в місті, у фільмі вони є художніми засобами, а не реалістичним зображенням. На його думку, житель міста не може постійно чути усі звуки, оскільки житель міста звикає або акцентує увагу на якомусь одному типі шуму і не може постійно зважати на гамір. Саме такий підхід використовують більшість фільмів, проте у «Сім» цей постійний та інтенсивний шум навмисно використовують для створення напруги та тривоги. Дайєр додає, що ця постійна какофонія як символ гріха перестає бути помітною для пересічного жителя міста, таким чином гріх стає чимось непомітним. Це збігається з думкою Доу у фіналі фільму про те, що «…ми бачимо гріх у кожному кутку, у кожному домі, і ми терпимо це» («…we see a deadly sin on every street corner, in every home, and we tolerate it»).
Звук у фільмі виконує ще одну функцію: він підкреслює відмінність героїв. Сомерсет всіляко намагається відокремитися від індустріального шуму, його мова скупа, він потребує та вимагає тиші для того, щоб обдумати ситуацію. Міллз багато говорить, жартує, створює шум, всіляко збільшує кількість того галасу, який панує в місті.

#### Саундтрек
Композитором фільму був Говард Шор. 1995 року вийшов офіційний CD із саундтреками фільму, проте не всі композиції Шора увійшли в збірку. 1998 року компанія «Concorde» випустила CD із всіма творами композитора для фільму.

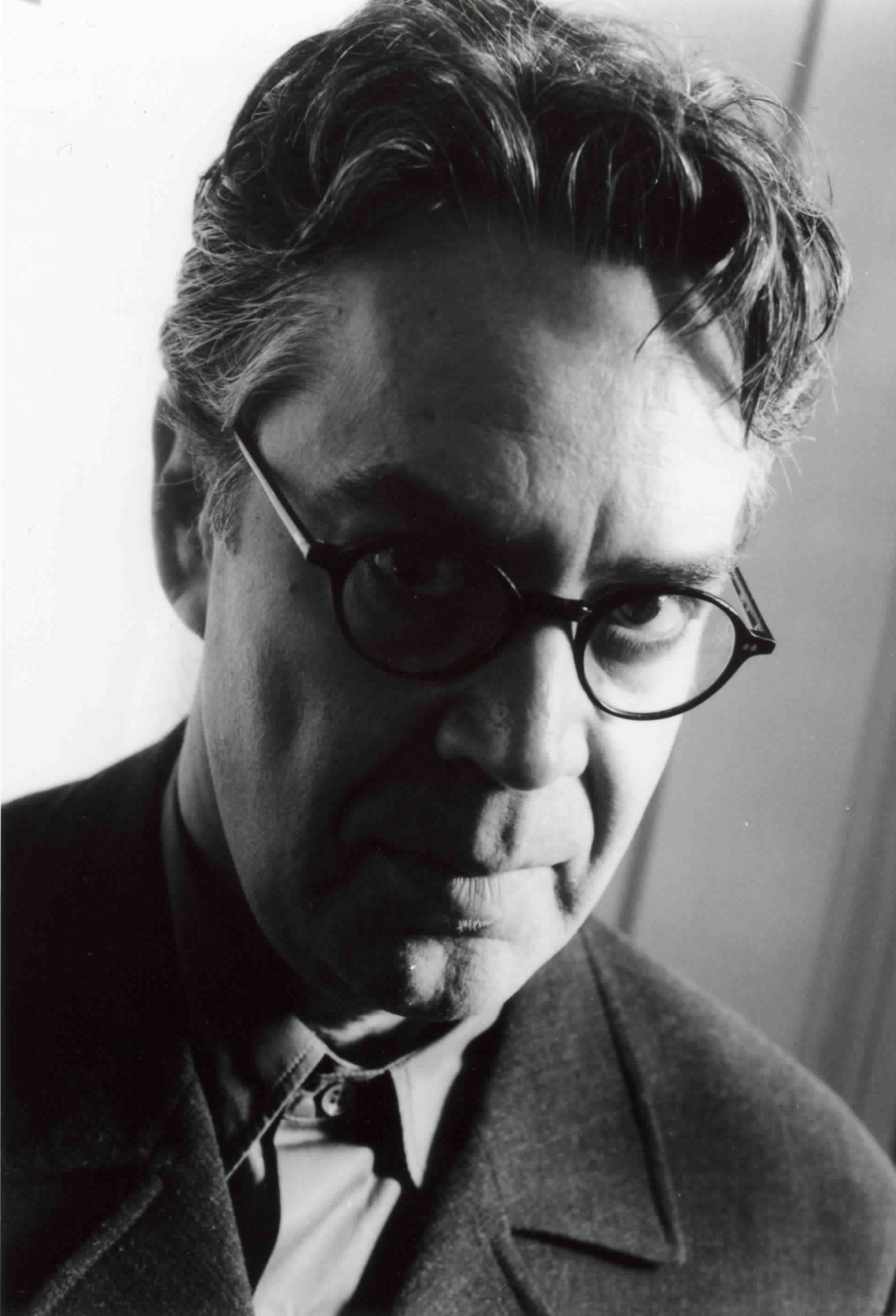
Говард Шор

| #   | Назва                 | Тривалість |
| --- | --------------------- | ---------- |
| 1.  | «Wallpaper»           | 2:28       |
| 2.  | «Monday»              | 5:23       |
| 3.  | «Gluttony»            | 0:33       |
| 4.  | «End of Green»        | 1:48       |
| 5.  | «Return to Gluttony»  | 0:58       |
| 6.  | «Somerset Alone»      | 1:08       |
| 7.  | «Greed Photos, Pt. 1» | 2:30       |
| 8.  | «Greed Photos, Pt. 2» | 1:00       |
| 9.  | «Tracy»               | 1:37       |
| 10. | «Behind the Painting» | 0:15       |
| 11. | «Help me»             | 1:38       |
| 12. | «Waiting»             | 1:10       |
| 13. | «SWAT»                | 4:15       |
| 14. | «Sloth»               | 1:00       |
| 15. | «Victor in Hospital»  | 0:20       |
| 16. | «The Blackboard»      | 0:54       |
| 17. | «Chasing John Doe»    | 5:56       |
| 18. | «Field Trip»          | 4:09       |
| 19. | «The Apartment»       | 2:37       |
| 20. | «Books/Phone»         | 1:07       |
| 21. | «End of Lust»         | 3:15       |
| 22. | «Pride Montage»       | 0:43       |
| 23. | «Arresting John Doe»  | 3:12       |
| 24. | «Wearing the Wire»    | 7:06       |
| 25. | «The Desert»          | 5:15       |

| #   | Назва                              | Виконавець           | Тривалість |
| --- | ---------------------------------- | -------------------- | ---------- |
| 1.  | «In the Beginning»                 | The Statler Brothers | 2:22       |
| 2.  | «Guilty»                           | Gravity Kills        | 4:05       |
| 3.  | «Trouble Man»                      | Марвін Гей           | 3:50       |
| 4.  | «Speaking of Happiness»            | Глорія Лінн          | 2:33       |
| 5.  | «Suite N°. 3 In D Major, BWV 1068» | Й.С. Бах             | 3:39       |
| 6.  | «Love Plus One»                    | Haircut 100          | 3:38       |
| 7.  | «I Cover the Waterfront»           | Біллі Голідей        | 3:20       |
| 8.  | «Now's the Time»                   | Чарлі Паркер         | 4:16       |
| 9.  | «Straight, No Chaser»              | Телоніус Монк        | 9:38       |
| 10. | «Portrait of John Doe»             | Говард Шор           | 4:57       |
| 11. | «Suite from Seven»                 | Говард Шор           | 14:50      |

Під час вступних титрів грає пісня «Closer» гурту Nine Inch Nails, а під час заключних — «The Hearts Filth Lesson» Девіда Бові.

## Аналіз фільму

### Стиль та жанр
За жанром кінокритики відносять «Сім» до трилерів. Фільм містить в собі також характерні елементи поліцейської драми: розслідування вбивства двома поліцейськими-напарниками та розплутування справи доказ за доказом. Однак таким він є лише на початку. Згодом стає зрозуміло, що фільм акцентує увагу не на поліцейських та їхньому розслідуванні (що характерно для поліцейської драми), а на вбивствах та плані вбивці. До того ж, на відміну від поліцейських драм, де поліція зображується як некорумпована та чесна організація, у «Сім» поліція є нечесною та готовою на все, аби досягнути своєї мети (прикладом служить незаконне отримання даних від агента ФБР чи виламані двері квартири Доу без ордера). Часом фільм відносять до жанру жахів. У фільмі справді присутня одна з ознак такого жанру: постійне відчуття страху. Це відчуття у фільмі нагнітається сценами із зображенням понівечених жертв та відчуттям постійної присутності вбивці, вигляд якого невідомий протягом більшої частини фільму. Сам Фінчер заявляв, що неодноразово сперечався з людьми, які вважають що «torture porn» (термін, який вживається щодо фільмів жахів, в яких жертв мучать та всіляко вбивають (наприклад, «Пила»)) розпочався саме з «Сім», хоча режисер вказує на те, що жодної сцени знущань над жертвами показано не було. Останнє Дайєр пояснює схильністю глядача до дофантазовування сцен, грою його уяви.
За стилем фільм належить до нео-нуару: він містить всі основні елементи, характерні для класичних нуарових фільмів і водночас відображує всі зміни, які зазнав стиль від часу становлення (післявоєнний період) і до 90-х років XX століття (саме тенденції 90-х в культурі та суспільстві сильно впливають на проблематику фільму). Як і в класичних нуарових фільмах, у фільмі панує розпач, апатія, насильство та занепад суспільства, відсутній щасливий кінець, долі головних героїв в кінці покалічені. Сомерсет виступає у ролі змученої людини, яка живе ізольовано від решти та хоче покинути місто, що занепало. Він відображує минуле та досвід, в той час як його напарник Міллз — майбутнє та надію; наприкінці фільму майбутнє та надія (Міллз) знищені, що теж характерно для нуару. Фільм є більше оповіддю про діяння злочинця, ніж про дії поліції. Він починається знайомством зі задумом вбивці (вступні титри) та закінчується його реалізацією (фінальна сцена), таким чином утворюючи замкнуте коло. Сам Сомерсет визнає неефективність роботи поліції і те, що нові підказки ведуть до інших нових підказок.
На нео-нуар у фільмі вказують кольори: на відміну від класичних нуарів, які є чорно-білими фільмами, нео-нуар використовує стилізовані кольори. Наступним елементом, який вказує на нео-нуар є детальне зображення місця злочину, понівечених жертв та наявність у фільмі фотографій з місць злочину. У фільмі присутні параноя щодо спостереження. Факт того, що ФБР слідкує за тим, хто і що читає в бібліотеці та аналізує ці дані, є прикладом цьому. Такі побоювання почали ширитися у 80-х і відобразилися у фільмі. Серійний убивця є черговим елементом нео-нуару і також даниною моді на таких персонажів, яка появилася у 80-х роках та активно висвічувалася в ЗМІ. Останнім елементом, який також віддає данину своєму часу, є наявність у фільм апокаліптичних настроїв та невпевненості у майбутньому. Сценарій та фільм були написані та відзняті в 90-х, на вершині побоювань перед настанням нового тисячоліття, коли багато релігійних груп пророкувало кінець світу. Число «7», яке поширене у фільмі (назва фільму, сім смертних гріхів, обід у Міллзів та доставка в пустелю на сьому годину) є міфічним підґрунтям апокаліптичних настроїв: протягом семи днів убивцею, який уявив себе слугою Бога, скоєно сім злочинів, що в кінці веде до знищення однієї сім'ї. Це можна порівняти з сімома днями та сімома карами, які ведуть до знищення світу в Апокаліпсисі.
Окрім вище переліченого, у «Сім» чітко простежується режисерський стиль Фінчера, притаманний багатьом його фільмам: акцент на пагубному впливі міста на життя головного героя, ізоляція та відірваність персонажів від соціуму, вразливість сім'ї у таких умовах, акцент на діях саме чоловіка, які впливають на становище сім'ї, та недорозкритий характер жіночого персонажа.

### Персонажі та їхня взаємодія
Персонажі в «Сім» мають тісні взаємостосунки та зв'язки.

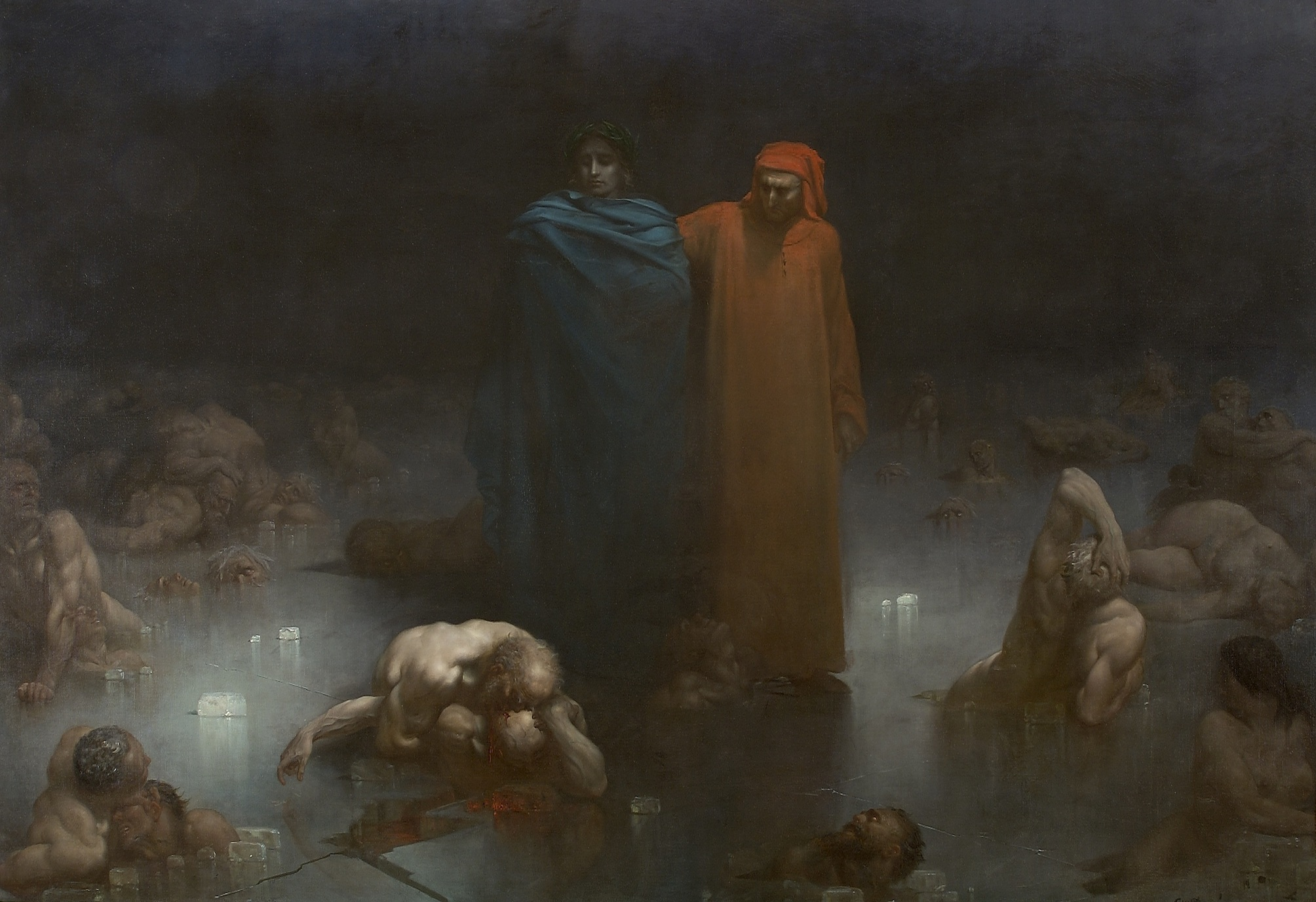
Вергілій та Данте

Початково взаємодія двох детективів побудована на їхньому протиставленні. Першою відмінністю є їхня раса: Сомерсет — афроамериканець, а Міллз — європеоїд. Мода на такі тандеми була продиктована такими фільмами, як «Смертельна зброя» та «Поліцейський з Беверлі-Гіллз». Сомерсет є старшим, ніж Міллз. Він — досвідчений інтелектуал, розчарований та цинічний у поглядах на суспільство та місто, в якому живе, добре контролює свої емоції. Міллз — молодий, амбітний, енергійний, поступається в начитаності Сомерсету, агресивний та дещо наївний у своїх поглядах щодо життя в місті. Спочатку Сомерсет займає позицію вчителя та попереджає про те, що Міллз пошкодує про свій переїзд в місто. Його дратує поведінка молодшого колеги на місці злочину, він відмовляє його від розслідування. Зі свого боку це дратує Девіда. Деякою мірою їхні стосунки є алюзією на стосунки Вергілія та Данте з «Божественної комедії», яка згадується у фільмі. Вергілій був голосом розуму та мудрим провідником, а Данте — сповненим емоцій. Прикладом цьому може бути момент, коли Сомерсет склав список книг, які має прочитати Міллз, вибравши лише необхідні. Та ж сцена у бібліотеці показує різні підходи до розслідування: якщо Сомерсет звертає уваги на духовне та нематеріальне, і тому намагається зрозуміти як думає вбивця, то Міллз тим часом у себе вдома переглядає фотографії сцен вбивств, бажаючи знайти матеріальні підказки. Стосунки двох детективів мають певний відтінок батьківства, який проявляється певними повчаннями від Вільяма; Сомерсет бачить у Міллзі свого наступника, коли піде на пенсію. Проте, протягом фільму обоє детективів дедалі більше прив'язуються та впливають один на одного: лише разом вони найефективніше працюють (як, наприклад, у сцені на квартирі у Міллза), погоджуються один з одним («Це ще не кінець» — «Вперше я повністю погоджуюся з тобою»), наприкінці фільму вони разом жартують. Акт самознищення Міллза, коли він піддається на провокацію Доу, впливає і на Сомерстета — він передумує йти на пенсію (згідно з Браунінгом).
Ще одним центральним персонажем є Джон Доу. У своїх характеристиках він дуже подібний до Сомерсета. Першою їхньою подібністю є те, що, як і Сомерсет, він усвідомлює гріховність місця, в якому він проживає, але на відміну від детектива, який пасивно спостерігає осторонь, Доу займає активну позицію та намагається своїми діями вплинути на ситуацію, показати світові його занепад. Як і Сомерсет, Доу начитаний та виважений. Він також дуже терплячий, що підтверджується терміном, під час якого він мучив третю жертву (один рік). Зв'язок між Доу та Сомерсетом проявляється також в тому, що останній не просто намагається знайти вбивцю, йому цікаві і причини вбивств, він від самого початку розуміє, як розгортатимуться події. Сомерсет намагається мислити як вбивця, що спонукає його навідатися в бібліотеку та прочитати ті книжки, які, на його думку, допоможуть зрозуміти вбивцю. Ще одна спільна риса — це любов до запису своїх думок. Так, в квартирі Доу знаходять безліч щоденників, списаним ним; у вирізаній сцені Сомерсет вирізує клаптик шпалер з дому, як згадку про його мрію.
Персонаж Доу має як спільні, так і особливі риси, якщо порівнювати з іншими зображеними у фільмах серійними вбивцями. Типовими ознаками, якими суспільство та спеціалісти наділяють серійних вбивць, є чоловіча стать та європеоїдна раса. Дайєр наголошує, що хоча обличчя Доу розкривається ближче до кінця фільму, більшість глядачів підсвідомо бачать у ролі вбивці саме білого чоловіка. З іншого боку, більшість серійних вбивць відчувають необхідність у прояві своєї чоловічої сутності, що проявляється насиллям щодо до жінок, дітей, геїв, але це не типово для Доу, який вбив тільки двох жінок. Окрім цього Джон є розумним, не має жодних даних про те, що він зазнавав психо-емоційної травми в дитинстві.
Персонаж Гвінет Пелтроу — Трейсі — символізує гуманність та ніжність у фільмі. Вона любить свого чоловіка і прямує за ним у місто, яке її лякає. В останньому вона зізнається Сомерсету та погоджується з його поглядами на місто. Саме вона налагоджує стосунки двох чоловіків. З погляду оповіді, вона об'єднує двох детективів та додає їхнім стосункам емоційності: з її ініціативи вони вперше неформально спілкуються та називають один одному свої імена, саме після вечері вони вперше роблять прорив у справі. Її вбивство означає втрату сімейного вогнища для Міллза та символізує крихкість сім'ї в суспільстві, в якому Трейсі та Девід живуть.

### Інтертекстуальність

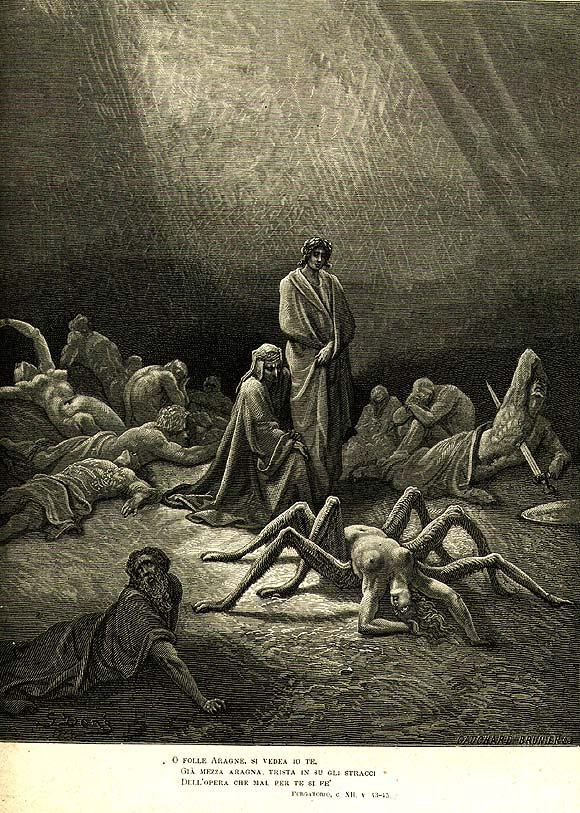
Ілюстрація Гюстава Доре, яка з'являється у фільмі

Окрім християнського поняття семи смертних гріхів «Сім» пов'язаний з іншими літературними творами. Так, у фільмі велику роль відіграє «Божественна комедія». По-перше, стосунки Міллза та Сомерсета, як вже згадувалося, є алюзією на стосунки Данте та Вергілія. По-друге, убивства Доу перекликаються з карами за гріхи у Пеклі, зображені Аліг'єрі. У Пеклі грішники змушені були переживати свої гріхи вічно, тобто були покарані у стилі contrapasso — покарані подібним. Так само і Доу в низці вбивств карає подібним (загодовує до смерті ненажеру, іммобілізує до смерті ледаря). Ілюстрації твору появляються в сцені в бібліотеці.
Цитування «Втраченого раю» Мілтона вказує на пуританську сутність Доу.
На думку Браунінга, функція Трейсі, яка постала «мостиком» між двома чоловіками, нагадує подібну роль Кетрін Лейк з роману Джеймса Еллроя «Чорна жоржина».
Своє ім'я Сомерсет отримав в честь улюбленого письменника Вокера — Вільяма Сомерсета Моема.

### Особливості оповіді
Структура оповіді у «Сім» має низку особливостей. Насамперед, Вокер хотів, аби останньою жертвою фільму став поліцейський. У такий спосіб структура фільму нагадувала б замкнуте коло: поліцейський, який розслідує вбивства, що ґрунтуються на семи смертних гріхах, сам стає жертвою гріха та вбиває, кінець фільму видніється вже на його початку і є ще одною особливістю оповіді — весь фільм показаний, як виконання плану Доу, а не розслідування вбивств для розгадки, що характерно для детективів та трилерів. Окрім вбивства у фінальній сцені, усі решта вбивств безпосередньо не показані. Побачити можна тільки результат (жертва, яка зазнала тортур) та спосіб (зґвалтування ножем, відрізання плоті). Відомий також час, який вбивця використав для скоєння того чи іншого вбивства (жертву ліні він мучив цілий рік, адвоката — вік-енд та понеділок).
Прорив у справі (знайдені відбитки пальців) насправді є задумом Доу, а головний підозрюваний — Віктор — стає третьою жертвою — жертвою ліні. Цей момент є ще й свого роду насмішкою над думкою про те, що серійний убивця розуміє, що чинить не правильно і просить допомоги, оскільки сам припинити вбивати не може.
У фільмі показано, що вбивця під виглядом фотографа повертається на місце злочину. Цей момент показує як психологію вбивці (насолода за спогляданням наслідків своєї роботи), так і для того, аби переконатися, що Міллз підходить під роль останньої жертви. Іншим нетиповим для таких фільмів поворотом є те, що вбивця здається поліції ще тоді, коли до закінчення фільму залишається приблизно півгодини. Такий неочікуваний поворот дезорієнтує глядача і змушує хотіти побачити, що буде далі.

### Проблематика та символізм
У центрі сюжету фільму лежать сім смертних гріхів та те, наскільки глибоко вони проникли в суспільство. Сім смертних гріхів є лише основою, з якої можуть утворюватися інші злочини. У фільмі місто, в якому розгортаються події, зображене як таке, що перенасичене цими сімома гріхами: повсюди панує насилля та жорстокість, байдужість, бруд. Попри такий стан речей, суспільство толерантно ставиться до того, що відбувається. Поряд з цим, протягом усього фільму назва міста не пролунала. Таким чином воно символізує будь-яке місто, можливо навіть рідне для глядача. Роль сучасного міста як руйнівної сили з його впливом на головного героя та його особисте життя є темою, яку Фінчер активно зображає у своїх фільмах. З впливом міста пов'язані й інша «фінчерівська» проблема: ізоляція, відірваність головного героя від світу довкола. Яскравим прикладом ізольованого головного героя є Сомерсет, який перестав розуміти місто, і якого не розуміють колеги по роботі, і який прагне покинути місто. Ізольованою відчуває себе і Трейсі, яка не хотіла переїзду в місто, і яка не хоче народжувати дитину в місті.
Джон Доу по-своєму постає проти такого стану речей та вирішує стати суддею та катом для суспільства. Проте, на відміну від сучасного судочинства, яке не оцінює моральну сторону людини, Доу в своїх вчинках, на думку Валері Аллен, багато в чому покладається на середньовічне судочинство, яке судило як тіло, так і душу, спираючись на християнські канони. Вбиті ним люди також є символами. Вони не окремі персони, яких Доу вбив лиш для того, аби вчинити вбивство. Вони символізують риси притаманні усьому суспільству, які можна знайти в кожному, а також виступають як екземпляри для наочності одного зі смертних гріхів.. Браунінг вважає, що гріхи не можна оцінювати прямолінійно, адже тоді б злочини Доу не мали ніякого сенсу і лише збільшували кількість насилля. Кожен гріх тут має дещо ширше означення, наприклад обжерливість виступає як шкідлива звичка, яка поширена в суспільстві. Сам Джон Доу також є символом. В англосаксонській юриспруденції термін «Джон Доу» використовують для того, аби анонімно допитати свідка в суді, або для невпізнанного чоловічого тіла. Таким чином Джон Доу може бути ким-небудь (у фільмі про нього нічого невідомо). На думку Аллен, Доу в його месіанстві також уподібнюється до Всякої людини (Everyman) з середньовічних мораліте. Це співзвучно з думкою Даєра про те, що Доу розділяє ті ж погляди, які розділяють і більшість нормальний людей (виступає проти злочинців, брехні, педофілії, наркотиків), проте ненормальним є те, як він цьому протидіє.
Дії Доу є наочним прикладом деструктивного впливу чоловічого начала, яке Фінчер активно висвітлює у своїх фільмах. Проте не тільки Доу притаманно знищувати: у «Сім» більшість чоловіків вирізняються апатичністю та жорстокістю. Так, Міллз не здатний вберегти свою сім'ю, капітан поліції звик до жорстокості в місті. Чоловіки у «Сім» не знають, що таке співчуття і їх цілком влаштовує стан речей, який твориться довкола.

## Прокат та касові збори
«Сім» вийшов у прокат 22 вересня 1995 року та перебував у ньому тринадцять тижнів: дев'ять тижнів з початку прокату (від 22 вересня по 19 листопада) та ще чотири тижні в 1996 році (з 12 січня по 28 січня та з 16 лютого по 19 лютого). При бюджеті фільму в 33 мільйони доларів, фільм у прокаті виручив 327,3 мільйонів доларів: 100.1 мільйонів у прокаті в Північній Америці (США та Канада) та 227,2 мільйонів — у решті світу. У перший прокатний тиждень фільм показували в 2441 кінотеатрі і він заробив 13,9 мільйонів доларів; загалом в Північній Америці фільм показували в 2528 кінотеатрах. 1995 року фільм посів сьоме місце за розміром касових зборів у світі, 9 місце — у північноамериканському прокаті та перше місце серед фільмів з рейтингом «R» (північноамериканський прокат).
- Австралія — 2 листопада 1995 року — 8 666 146 $
- Австрія — 24 листопада 1995 року — 237 139 $
- Аргентина —  18 квітня 1996 року — 5 007 070 $
- Балтійські країни — 26 серпня 1996 року — 87 941 $
- Бельгія — 31 січня 1996 року — 5 392 677 $
- Болівія — 25 січня 1996 року — 19 380 $
- Болгарія — 22 березня 1996 року — 42 604 $
- Бразилія — 15 грудня 1995 року — 5 866 579 $
- Велика Британія — 5 січня 1996 року — 30 631 133 $
- Венесуела — 28 лютого 1996 року — 241 415 $
- Гонконг — 30 листопада 1995 року — 3 351 257 $
- Греція — 9 лютого 1996 року — 978 824 $
- Данія — 8 березня 1996 року — 2 543 839 $
- Домініканська Республіка — 16 лютого 1996 року — 47 470 $
- Єгипет — 13 травня 1996 року — 79,861 $
- Ізраїль — 22 грудня 1995 року — 1 738 809 $
- Індія — 20 червня 1997 року — 97 544 $
- Індонезія — 10 квітня 1996 року — 552 604 $
- Ісландія — 26 січня 1996 року — 248 772 $
- Іспанія — 12 січня 1996 року — 13 690 160 $
- Італія — 15 грудня 1995 року- 14 216 844 $
- Колумбія — 16 січня 1996 року — 983 950 $
- Країни Центральної Америки та Великих Антильських островів — 12 січня 1996 року — 273 154 $
- Країни Південної Африки — 24 листопада 1995 року — 1 368 913 $
- Ліван/ ОАЕ — ? — 203 097 $
- Малайзія — 25 квітня 1996 року — 252 775 $
- Мексика — 1 березня 1996 року — 2 619 472 $
- Нідерланди — 9 листопада 1995 року — 4 139 350 $
- Німеччина — 23 листопада 1995 року — 21 985 291 $
- Нова Зеландія — 10 листопада 1995 року — 1 201 916 $
- Норвегія — 26 січня 1996 року — 2 151 703 $
- Південна Корея — 11 листопада 1995 року — 4 792 443 $
- Польща — 16 лютого 1996 року — 1 301 775 $
- Португалія — 2 лютого 1996 року — 1 421 358 $
- Пуерто-Рико — 28 вересня 1995 року — 356 794 $
- Румунія — 31 січня 1997 року — 30 691 $
- Сербія та Чорногорія — 3 травня 1996 року — 92 357 $
- Сінгапур — 15 лютого 1996 року — 1 199 567 $
- Словенія — 8 лютого 1996 року — 289 467 $
- Таїланд — 29 грудня 1995 року — 894 332 $
- Китайський Тайбей — 10 листопада 1995 року — 2 035 910 $
- Туреччина — 18 лютого 1996 року — 1 098 124 $
- Угорщина — 7 листопада 1996 року — 490 439 $
- Україна/ Росія/Решта СНД — ? — 36 871 $
- Філіппіни — 22 листопада 1995 року — 300 000 $
- Фінляндія — 19 січня 1996 року — 1 551 163 $
- Франція — 31 січня 1996 року[118] — 32 847 010 $
- Хорватія — 25 січня 1996 року — 225 982 $
- Чехія/ Словаччина — 28 березня 1996 року — 438 664 $
- Чилі — 2 травня 1996 року — 760 553 $
- Швеція — 25 грудня 1995 року — 5 378 788 $
- Швейцарія — 5 січня 1996 року — 4 890 625 $
- Японія — 27 січня 1996 року — 37 787 580 $

## Критика

### Рецензії
У більшості фільм позитивно прийнятий як кінокритиками, так і глядачами. На сайті Rotten Tomatoes фільм має рейтинг 7,7 бала з 10 можливих від кінокритиків та 4,1 бала з 5 можливих серед глядачів. Сайт також повідомляє, що 80 % кінокритиків (рейтинг серед топових кінокритиків — 60 %) та 95 % глядачів фільм сподобався, а сам фільм отримав статус «стиглий помідор». На сайті Metacritic фільм отримав 60 балів зі 100 від кінокритиків та 8,8 з 10 від глядачів. Рейтинг на IMDb складає 8,6 бала з 10 можливих, що дозволяє фільмові перебувати дуже високо в рейтингу 250 найрейтинговіших фільмів IMDb.

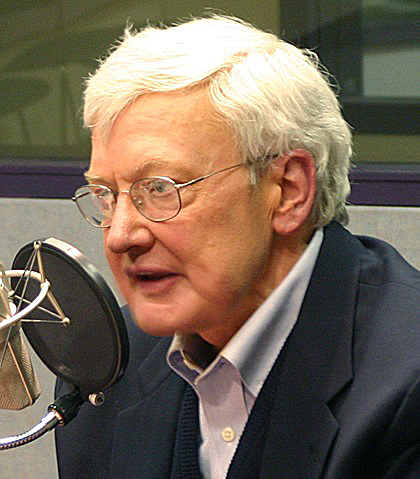
Кінокритик Роджер Еберт позитивно оцінив фільм

Критики добре сприйняли атмосферу фільму, створену локаціями та зйомкою. Джонатан Розенбаум вбачає подібність в зображенні міста у фільмах «Сім», «Таксист» та «Той, що біжить по лезу». Тодд Маккарті використовує для опису фільму слова «темний, похмурий, страхітливий, такий, що провокує відчуття клаустрофобії та огиди». З останнім погоджується Роджер Еберт. На його думку, фільм, на відміну від більшості голівудських трилерів чи жахів, де сцени насилля та жахів показані для привертання уваги глядачів, знятий так, аби викликати відчуття огиди. Джеймс Берардінеллі позитивно оцінив фільм, хоча, на його думку, він занадто похмурий та довгий. Ріта Кемплі, яка також позитивно відгукнулася про фільм, погоджується з тим, що фільм дуже темний. В певний момент в неї постало питання «чи це мистецтво, чи Фінчер просто не заплатив за світло?».
«Сім» не уникнув порівняння з іншими трилерами, знятими в 90-х. На думку Едварда Гутмена, Джона Доу у своїй моторошності та інтелектуальності можна прирівняти до Ганнібала Лектора. З ним не погоджується Джеймі Бернард, який вважає, що фільм Фінчера поступається в глибині та інтелектуальності «Мовчанню ягнят». Берардінеллі в своїй статті порівнює «Сім» з фільмом «Звичайні підозрювані», вказуючи, що останній є продуманішим, проте це не заважає «Сім» бути добрим трилером. На брак у символізмі та інтелектуальності вказує також Еберт. Він вважає, що фільм є більше оповіддю про характери та їхню взаємодію, ніж фільмом про розслідування. Подібної думки дотримується кінокритик Гарі Томпсон.
Акторська гра та переконливість персонажів була оцінена різними критиками по-різному. Так, Кевін Спейсі за свою гру отримав низку нагород. Гра Фрімена отримала схвальні відгуки Берардінеллі, проте, на його думку, гра та персонаж Пітта є однією з головних проблем фільму — Міллз абсолютно не приваблює. Еберт також відзначив Фрімена і назвав Сомерсета однією з найкращих ролей афроамериканського актора. Еберт також відзначив, що персонаж Пелтроу вносить у фільм трохи гуманності, та є сполучною ланкою між двома напарниками.
Проте не від всіх критиків «Сім» отримав схвальні відгуки. Майкл Вілмінгтон добре озвався про режисерську, акторську та операторську роботу, проте оцінив фільм негативно. На його думку головною проблемою фільму є його сценарій: занадто складні діалоги, незрозуміла мотивація двох поліцейських. Він назвав восьмим смертним гріхом «необ'єктивну оцінку сценарію». В подібному стилі висловився і Дессон Гоув, який добре оцінив режисуру, але назвав кінець фільму «зрадою глядача». Керол Бакленд критично відгукнулася про роль Трейсі, як «жертовного ягня», а Джон Рателл звинуватив Фінчера у неналежному ставленні до жінки у його фільмі.

### Номінації та нагороди
| Рік  | Нагорода                                         | Категорія                                                     | Номінант                                     | Результат           | Виноски         |
| ---- | ------------------------------------------------ | ------------------------------------------------------------- | -------------------------------------------- | ------------------- | --------------- |
| 1995 | Awards Circuit Community Awards                  | Найкращий режисер                                             | Девід Фінчер                                 | Перемога            | [ 129 ]         |
| 1995 | Awards Circuit Community Awards                  | Найкращий фільм                                               | «Сім»                                        | Номінація           | [ 129 ]         |
| 1995 | Awards Circuit Community Awards                  | Найкраща операторська робота                                  | Даріус Хонджі                                | Перемога            | [ 129 ]         |
| 1995 | Awards Circuit Community Awards                  | Найкращий монтаж                                              | Річард Френсіс-Брюс                          | Перемога            | [ 129 ]         |
| 1995 | Awards Circuit Community Awards                  | Найкращий актор першого плану                                 | Морган Фрімен                                | Номінація           | [ 129 ]         |
| 1995 | Awards Circuit Community Awards                  | Найкращий актор другого плану                                 | Кевін Спейсі                                 | Номінація           | [ 129 ]         |
| 1995 | Awards Circuit Community Awards                  | Найкраща акторка другого плану                                | Гвінет Пелтроу                               | Номінація           | [ 129 ]         |
| 1995 | Awards Circuit Community Awards                  | Найкращий оригінальний сценарій                               | Ендрю Кевін Вокер                            | Номінація           | [ 129 ]         |
| 1995 | Awards Circuit Community Awards                  | Найкращий грим та зачіска                                     | «Сім»                                        | Номінація           | [ 129 ]         |
| 1995 | Awards Circuit Community Awards                  | Найкращий звук                                                | «Сім»                                        | Номінація           | [ 129 ]         |
| 1995 | Awards Circuit Community Awards                  | Найкращий акторський склад                                    | Фрімен, Пітт, Спейсі, Пелтроу, Ермі          | Номінація           | [ 129 ]         |
| 1995 | Нагорода Британської спілки кінематографістів    | Найкраща операторська робота                                  | Даріус Хонджі                                | Номінація           | [ 130 ]         |
| 1995 | Нагорода Лос-Анджелеської асоціації кінокритиків | Найкраща операторська робота                                  | Даріус Хонджі                                | Номінація           | [ 131 ]         |
| 1995 | Нагорода Лос-Анджелеської асоціації кінокритиків | Найкраща музика                                               | Говард Шор                                   | Номінація           | [ 131 ]         |
| 1995 | Нагорода Лос-Анджелеської асоціації кінокритиків | Найкращий актор другого плану                                 | Кевін Спейсі                                 | Номінація           | [ 131 ]         |
| 1995 | Нагорода Техаської спілки кінокритиків           | Найкращий актор другого плану                                 | Кевін Спейсі                                 | Перемога            | [ 132 ]         |
| 1995 | Премія Американської спілки кінематографістів    | Видатні досягнення в кінематографі в кінотеатральному прокаті | Даріус Хонджі                                | Номінація           | [ 133 ]         |
| 1996 | «Оскар»                                          | Найкращий монтаж                                              | Річард Френсіс-Брюс                          | Номінація           | [ 134 ]         |
| 1996 | «Бафта»                                          | Найкращий оригінальний сценарій                               | Ендрю Кевін Вокер                            | Номінація           | [ 135 ]         |
| 1996 | MTV Movie Awards                                 | Найкращий фільм                                               | «Сім»                                        | Перемога            | [ 136 ]         |
| 1996 | MTV Movie Awards                                 | Найкращий лиходій                                             | Кевін Спейсі                                 | Перемога            | [ 136 ]         |
| 1996 | MTV Movie Awards                                 | Найбільш бажаний чоловік                                      | Бред Пітт                                    | Перемога            | [ 136 ]         |
| 1996 | MTV Movie Awards                                 | Найкращий екранний дует                                       | Морган Фрімен та Бред Пітт                   | Номінація           | [ 136 ]         |
| 1996 | «Сатурн»                                         | Найкращий сценарій                                            | Ендрю Кевін Вокер                            | Перемога            | [ 137 ]         |
| 1996 | «Сатурн»                                         | Найкращий грим                                                | Жан Енн Блек та Роб Боттін                   | Перемога            | [ 137 ]         |
| 1996 | «Сатурн»                                         | Найкращий пригодницький фільм, детектив або трилер            | «Сім»                                        | Номінація           | [ 137 ]         |
| 1996 | «Сатурн»                                         | Найкращий актор                                               | Морган Фрімен                                | Номінація           | [ 137 ]         |
| 1996 | «Сатурн»                                         | Найкраща акторка другого плану                                | Гвінет Пелтроу                               | Номінація           | [ 137 ]         |
| 1996 | «Сатурн»                                         | Найкращий режисер                                             | Девід Фінчер                                 | Номінація           | [ 137 ]         |
| 1996 | «Сатурн»                                         | Найкраща музика                                               | Говард Шор                                   | Номінація           | [ 137 ]         |
| 1996 | Премія Чиказької асоціації кінокритиків          | Найкраща операторська робота                                  | Даріус Хонджі                                | Перемога            | [ 138 ]         |
| 1996 | Премія Чиказької асоціації кінокритиків          | Найкращий актор                                               | Морган Фрімен                                | Номінація           | [ 138 ]         |
| 1996 | «Фанташпорту»                                    | Найкращий фільм                                               | Девід Фінчер                                 | Перемога            | [ 139 ]         |
| 1996 | Hochi Film Awards                                | Найкращий іноземний фільм                                     | Девід Фінчер                                 | Перемога            | [ 140 ]         |
| 1996 | NAACP Image Awards                               | Видатний актор першого плану                                  | Морган Фрімен                                | Номінація           | [ 141 ] [ 142 ] |
| 1996 | Нагорода Національної спілки кінокритиків США    | Найкращий актор                                               | Морган Фрімен                                | Номінація           | [ 143 ]         |
| 1996 | Премія журналу «Sci-Fi Universe Magazine»        | Вибір читачів в категорії «Найкращий фільм жахів»             | «Сім»                                        | Перемога            | [ 144 ]         |
| 1996 | Blue Ribbon Award                                | Найкращий іноземний фільм                                     | «Сім»                                        | Перемога            | [ 145 ]         |
| 1997 | «Імперія»                                        | Найкращий фільм                                               | «Сім»                                        | Перемога            | [ 146 ]         |
| 1997 | «Імперія»                                        | Найкращий актор                                               | Морган Фрімен                                | Перемога            | [ 146 ]         |
| 2000 | Online Film Critics Society Awards               | Найкраще DVD                                                  | DVD з «Сім» серії «New Line Platinum Series» | Номінація           | [ 147 ]         |
| 2000 | Online Film Critics Society Awards               | Найкращі коментарі на DVD                                     | DVD з «Сім» серії «New Line Platinum Series» | Номінація           | [ 147 ]         |
| 2000 | Online Film Critics Society Awards               | Найкращий додатковий вміст DVD                                | DVD з «Сім» серії «New Line Platinum Series» | Номінація           | [ 147 ]         |
| 2014 | Online Film & Television Assosiation Awards      | Фільм                                                         | «Сім»                                        | Введено в Зал слави | [ 148 ]         |

Фільм також був серед кандидатів у потрапляння до списків Американського інституту кіномистецтва:
- 100 найгостросюжетніших американських фільмів за 100 років — номінант[149].
- 10 найкращих американських фільмів у 10 класичних жанрах — номінант[150].
- 100 найкращих героїв та лиходіїв за 100 років — Джон Доу — номінант[151].

У 2015 році на честь свого 25-річчя сайт IMDb склав список найрейтинговіших (оцінка відвідувачів сайту) фільмів кожного року за останні 25 років. У цьому списку є і «Сім», як найрейтинговіший фільм 1995 року.

## VHS, DVD та BD
Після показу в кінотеатрах, в 1996 році фільм був виданий на касетах (14 жовтня 1996 року у форматі VHS) та на лазерних дисках у двох варіантах. Перший варіант випустила безпосередньо «New Line Cinema», який складається з двох дисків (три сторони) та містить лише фільм. Інший варіант випущений компанією «Criterion», що складається з чотирьох дисків (семи сторін), які окрім фільму містять ще й додатковий матеріал: коментарі акторів, режисера, сценариста, продюсерів, візажистів, вирізані сцени та альтернативні кінцівки. Технічні характеристики дисків подібні: відношення сторін дисплею складає 2,35:1 (як і в кінотеатральному показі), використаний аудіоформат — Dolby AC-3. Проте у дисках для «Criterion» для ущільнення запису використано тільки CAV, в той час як в іншому варіанті — і CAV, і CLV.
26 березня 1997 року «New Line Cinema» випустили перший DVD-диск, який містив тільки фільм, записаний з обидвох сторін. Співвідношення сторін дисплею було 16:9. Доступними аудіоформатами були Dolby Digital 5.1 та Dolby Digital Stereo. Вже 12 жовтня 2000 року у світ вийшов новий DVD-випуск «Se7en: Platinum Series». Він складався з двох дисків, кожен з яких має інший вміст. На першому диску був записаний власне фільм, а також аудіокоментарі акторів, режисера, сценариста, продюсера, оператора, дизайнера, монтажера, звукорежисера та композитора. На другому диску містилися пояснення по створенню вступних титрів, вирізані сцени та деякі альтернативні кінцівки, щоденник Джона Доу, коментарі фотографів, фільмографії акторів, мастеринг. У співпраці Фінчера та Стефана Накамури було створено нове зображення для фільму, яке не базувалося на техніці ретенції срібла. Відношення сторін дисплею склало 2,40:1, доступними аудіоформатами були Dolby Digital 5.1, DTS 6.1 ES та Dolby 2.0 Surround.
14 вересня 2010 року вийшов BD «Сім». Вміст диску не відрізняється від такого, який був у DVD-диску від 2000 року. Сам фільм тепер можна було переглянути з якістю 1080p. Відношення сторін дисплею також залишилося незмінним — 2,40:1. Доступні аудіоформати — DTS HD Master Audio 7.1 (для англійської мови) та Dolby Digital 5.1 для решти наявних на диску мов (іспанська, німецька, португальська, тайська).

## Сиквел, приквел та комікси
Опісля успіху фільму продюсери «New Line Cinema» були зацікавлені в продовженні історії. 2002 року кінокомпанія викупила в Теда Гріффіна сценарій, в якому йшлося про лікаря-екстрасенса, який допомагає ФБР у пошуках серійного вбивці. Сценарій розглядався як основа для сиквелу «Сім». Потенційна назва для фільму була «E8ight» («Вісім»), лікаря мав зіграти Морган Фріман. Проте Девід Фінчер не підтримав таку ідею та відмовився брати участь в проєкті. Врешті-решт продюсери відмовилися від такої ідеї, а сценарій фільму був дещо переписаний та використаний для іншого фільму — «Втіха» з Ентоні Гопкінсом та Коліном Фаррелом у головних ролях.
У 2006 році ширилися чутки про плани знімати приквел до фільму. Робоча назва для фільму була «Virtue», проте ці плани не переросли в справжні зйомки.
У вересні 2006 року у світ вийшов перший випуск коміксу «SE7EN». Видавництвом зайнялася компанія «Zenescope Entertainment», яка отримала дозвіл на використання інтелектуальної власності від «New Line Cinema». Загалом протягом 2006—2007 було випущено сім випусків коміксу, один випуск на один смертний гріх. Кожен випуск має 32 кольорові сторінки. На відміну від фільму в коміксах оповідь ведеться з погляду Джона Доу.